# Поле Бродмана 7
Поле 7 Бродмана є одним з так званих полів Бродмана — ділянок мозку, визначених ще в 1909 році Корбініаном Бродманом за допомогою цитологічних досліджень. Поле 7 бере участь у локалізації об'єктів у просторі. Дане поле — «точка зустрічі» зору й пропріоцепції (глибокого тілесного відчуття), в якій відбувається визначення положення об'єтів відносно частин тіла.

## У людей
Поле Бродмана 7 (BA7)- частина тім'яної кори в мозку людини. Розташована позаду від первинної соматосенсорной кори (полів Бродмана 3, 1 і 2) й вище потиличної частки. Вважається, що ця ділянка відіграє роль у зорово-моторній координації (наприклад, при прагненні схопити предмет рукою). Крім того, поле 7 разом з полем Бродмана 5  визначені як пов'язані з різними високоточними завданнями, зокрема, електрофізіологічними дослідженнями виявлено, що вони активуються при виконанні мовних завдань. Теоретично припущено, що мовна функція випливає з того, як ці два регіони відіграють важливу роль в усвідомленні побудови об'єктів і їхнього розташування.
Поле 7 Бродмана охоплює як медіальну так і латеральну межі тім'яної ділянки. По його медіальному краю знаходиться передклинець (лат. praecuneus). З боків — верхня тім'яна часточка. Біля її основи  внутрішньотім'яна борозна, нижче якої нижня — тім'яна часточка, яка в свою чергу, поділяється на поле Бродмана 39 (кутова звивина — лат. gyrus angularis) і поле Бродмана 40 (надкрайова звивина — лат. gyrus supramarginalis).

## У мавп
Поле 7 Бродмана — структурний підрозділ тім'яної частки кори головного мозку у приматів згідно з цитоархитектонікою. Він займає більшу частину тім'яної частки, виключаючи постцентральну звивину і верхню тім'яну часточку. Пошарову структуру цього поля відрізняє відсутність великих гангліозних клітин у кортикальному шарі V, трохи більшого розміру III шар пірамідних клітин, а також мультиформний шар VI, який різко межує зі шляхами білої речовини.